# منصورآباد (نجف‌آباد)
منصورآباد یک روستا در ایران است که در بخش مرکزی شهرستان سیرجان واقع شده‌است.